# Милнер, Шарин
Шарин Милнер (англ. Sharin Milner; род. 27 июля 1980 года, Мельбурн, штат Виктория, Австралия) — австралийская профессиональная баскетболистка, выступавшая в женской национальной баскетбольной лиге. На драфте ВНБА 2000 года не была выбрана ни одной из команд. Играла на позиции разыгрывающего защитника. Чемпионка ЖНБЛ (2011).

## Ранние годы
Шарин Милнер родилась 27 июля 1980 года в городе Мельбурн (штат Виктория).